# Saboyá
Saboyá est une municipalité située dans le département de Boyacá, en Colombie.